# Katrin Stangl
Katrin Stangl (* 1977 in Filderstadt) ist eine deutsche Autorin, Illustratorin, Grafikerin und Künstlerin.
Stangl studierte Hochschule für Grafik und Buchkunst Leipzig und war Meisterschülerin des Künstlers Volker Pfüller. Unterstützt wurde ihre Arbeit bei dem brasilianischen Holzschneider José F. Borges durch ein Stipendium des DAAD.
Katrin Stangl erhielt den Gestalterpreis 2001 der Büchergilde Gutenberg für die Illustration des Romans Fahrenheit 451 von Ray Bradbury. Im Jahr 2005 erhielt sie den Birknerpreis für ihre Illustrationen.
2010 wurde ihr das 5. Troisdorfer Bilderbuchstipendium für Stark wie ein Bär zugesprochen.
Stangls Bilderbuch Schwimmt Brot in Milch ? (2017) wurde als „Das schönste deutsche Buch 2018“ ausgezeichnet und im Dezember 2019 wurde dem von ihr illustrierten Buch Vier Kerzen, drei Könige, zwei Augen, ein Stern mit Gedichten von Arne Rautenberg der Luchs des Monats zuerkannt.
2023 erhielt Stangl mit Michael Heinze als Autor-Illustratorin-Duo 2023 das Kölner Stipendium für Kinder- und Jugendliteratur.

## Werke (Auswahl)
- Denkt euch nur, der Frosch ist krank. Tierreime ausgewählt und bebildert von Katrin Stangl. ISBN 978-3-941787-37-7.
- Wenn man so die Welt durchblickt. Gedichte von Ernst Herbeck, ISBN 3-936428-60-3.
- Margot liest. Katrin Stangl und Michael Heinze. ISBN 3-935278-20-9.
- Aglaja Veteranyi: Warum das Kind in der Polenta kocht. Ausgabe mit Holzschnitten von Katrin Stangl. Hochschule für Grafik und Buchkunst, Leipzig 2004. (Ohne ISBN)
- Stark wie ein Bär. Carlsen, ISBN 978-3-551-51761-6.

## Einzelbelege
1. ↑  Biografie aufgrafikbrief.de, abgerufen am 2. Juni 2008.
2. ↑  Gestalterpreis (Memento des Originals vom 21. März 2006 im Internet Archive)  Info: Der Archivlink wurde automatisch eingesetzt und noch nicht geprüft. Bitte prüfe Original- und Archivlink gemäß Anleitung und entferne dann diesen Hinweis. der Büchergilde Gutenberg, abgerufen am 22. April 2012.
3. ↑  Meisterschülerin mit Gefühl. Artikel zum Birknerpreis, am 10. Februar 2005, auf der Website der Leipziger Internetzeitung abgerufen am 22. April 2012.
4. ↑  Die schönsten deutschen Bücher 2018, fr.de, 8. September 2018, abgerufen am 10. September 2018.
5. ↑  Stadt Köln Pressemitteilung vom 13. Juli 2023: Kölner Stipendiat*innen im Bereich der Kinder- und Jugendliteratur 2023, von Sabine Wotzlaw, abgerufen am 14. Juli 2022

| Personendaten    | Personendaten                                              |
| ---------------- | ---------------------------------------------------------- |
| NAME             | Stangl, Katrin                                             |
| KURZBESCHREIBUNG | deutsche Autorin, Illustratorin, Grafikerin und Künstlerin |
| GEBURTSDATUM     | 1977                                                       |
| GEBURTSORT       | Filderstadt                                                |